# Арена Укесон
Арена Укесон (спрощена китайська мова: 五 棵松 体育馆; традиційний китайський: 五 棵松 體育館; піньїнь: Wǔkēsōng Tǐyùguǎn), також відома як Cadillac Center (спрощений китайський: 凯迪拉克 中心; традиційний китайський: 凱迪拉克 中心, піньїнь: Kǎidílākè Zhōngxīn) — багатоцільова закрита арена в Пекіні. 
Початково була побудована для відбіркових та фінальних змагань Літніх Олімпійських ігор 2008 року. Її будівництво розпочалося  29 березня 2005 року, а завершено 11 січня 2008 року. Стадіон розрахований на 19 000 місць і займає площу 63 000 м². Він включає в себе сучасну гнучку хокейну ковзанку, розроблену та виготовлену фінським виробником ковзанок Вепе Ой у листопаді 2016 року.
У 2022 році на арені пройдуть деякі матчі з хокею в рамках зимових Олімпійських ігор 2022 року.

## Історія

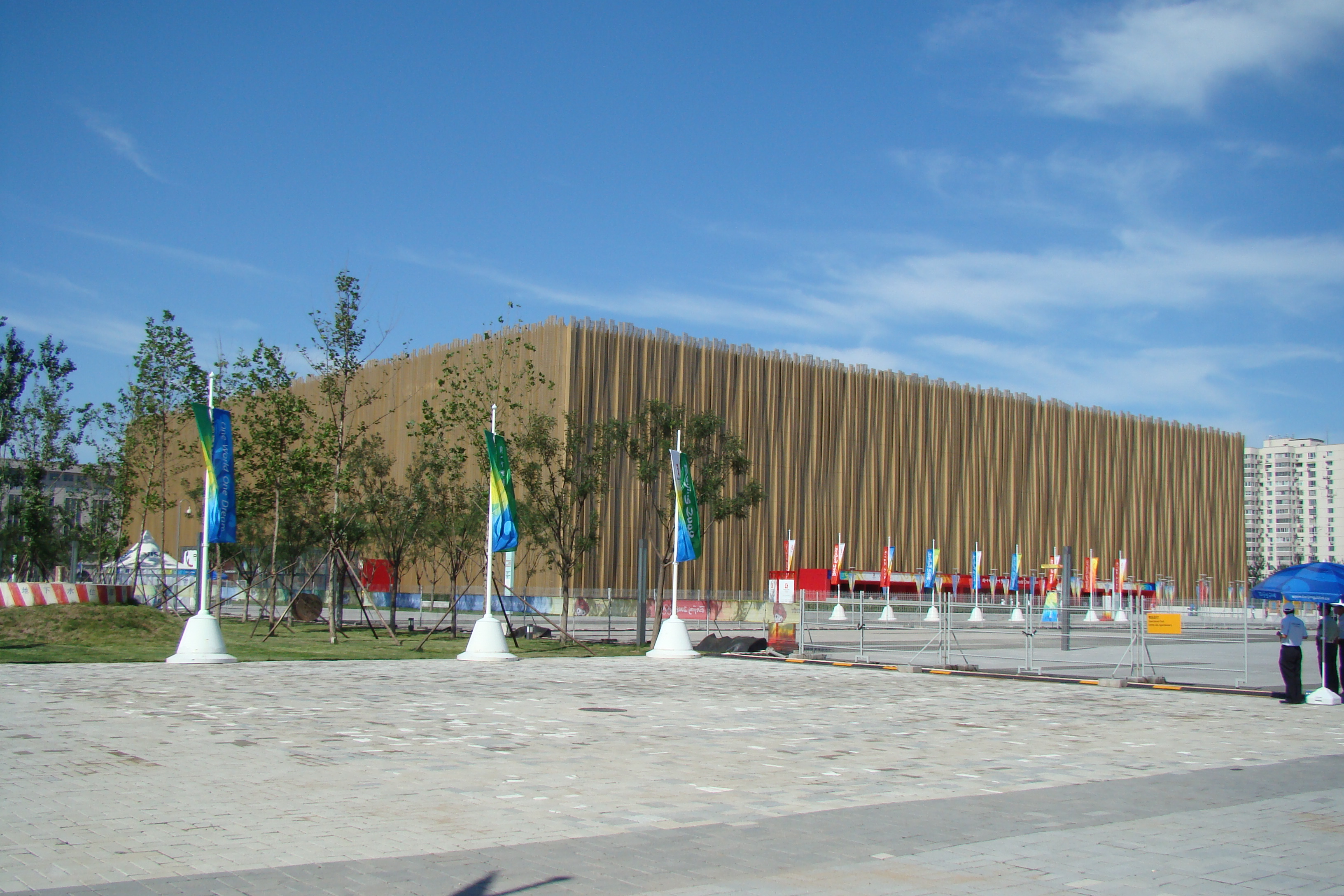
Арена в лютому 2007 року

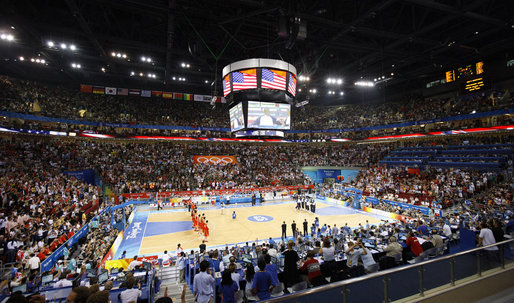
Арена під час літніх Олімпійських ігор 2008 року

Арена була збудована компанією «Beijing Wukesong Cultural & Sports Co. Ltd», п'ять акціонерів якої є «Zhongguancun CENCONS Group», «Haidian State Assets Investment Co. Ltd», «Beijing Urban Construction Group Co. Ltd», «Beijing Urban Construction Co. Ltd» та «Tianhong Group». 
Після Олімпійських ігор центр став важливою частиною олімпійської спадщини Пекіна, дозволяючи громадянам насолоджуватися культурними, спортивними, відпочинковими, розважальними та комерційними заходами. Це був масштабний комплексний проект, рідкісний у Пекіні в об'єднанні культурних, спортивних та комерційних цілей із великомасштабними садами та зеленими насадженнями.
6 січня 2011 року «MasterCard Worldwide», суперник олімпійського спонсора «Visa», оголосила про придбання прав на найменування центру. З 21 січня 2011 року його було перейменовано в MasterCard Center.
Майже п'ять років потому, 16 грудня 2015 року, «LeTV Sports» оголосила, що отримала права на назву арени. 1 січня 2016 року вона була офіційно перейменована в LeSports Center. Крім того, «LeSports» пообіцяв надавати пакет інтелектуальних послуг як на арені, так і за її межами. Після закриття «LeTV Sports» арену коротко назвали Huaxi Live.
З вересня 2017 року підрозділ «Cadillac General Motors» володіє правами на назву арени.
14 грудня 2015 року Континентальна хокейна ліга (КХЛ) оголосила, що на арені гратиме її розширена команда з Пекіна. 5 вересня 2016 року захисник «Kunlun Red Star» Анссі Салмела забив перший гол у першому хокейному матчі на цій арені та перший гол за «Куньлунь» у КХЛ. Kunlun Red Star перемогла з рахунком 6:3.
У 2017 році 18 000 людей відвідали матч зірок Китайської баскетбольної асоціації в LeSports Centre.

## Спортивні змагання

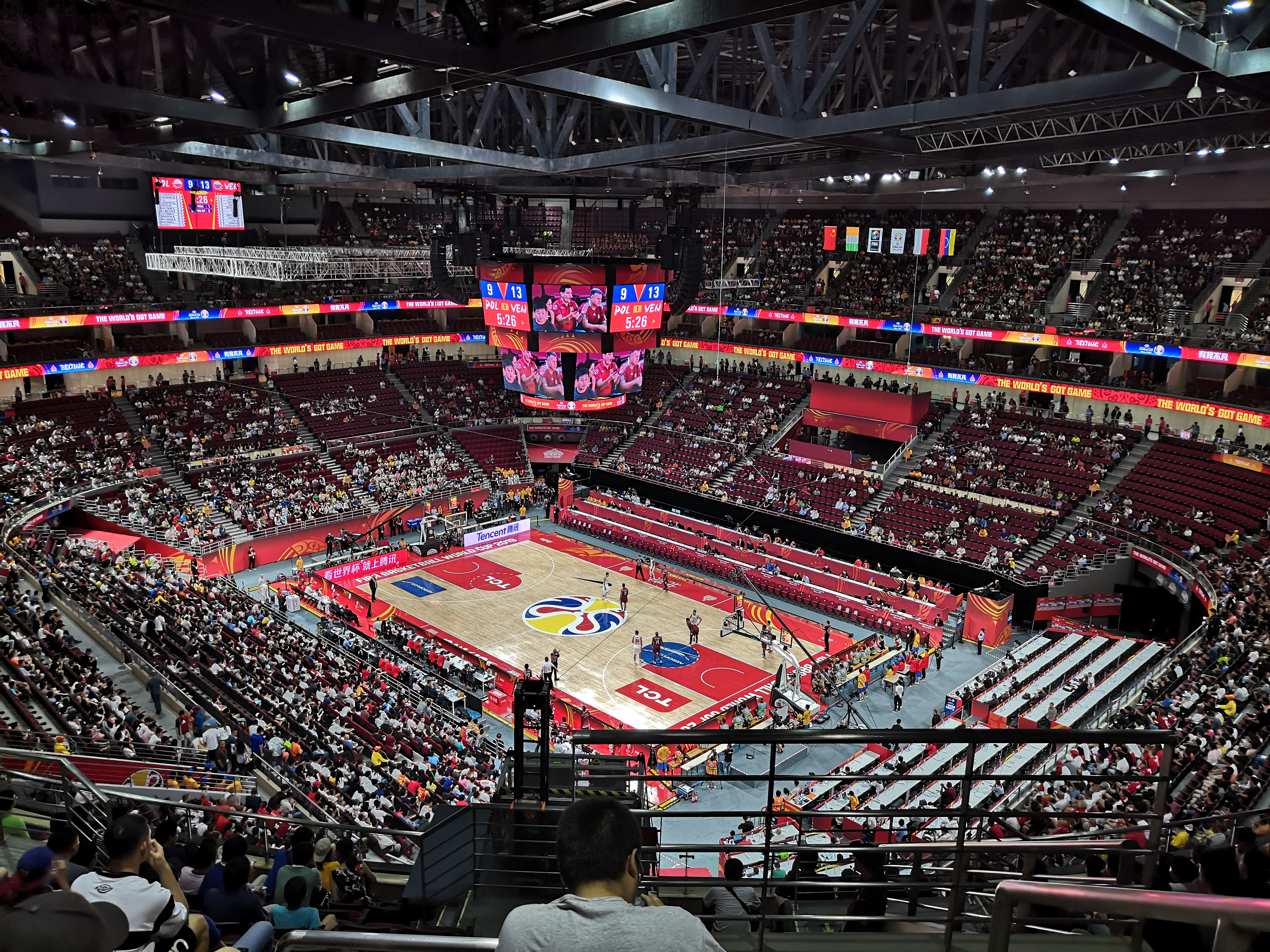
Арена Укесон під час чемпіонату світу з баскетболу 2019 року

| Рік  | Дата         | Подія                                                                  |
| 2008 | 17 жовтня    | Глобальні ігри НБА: Голден Стейт Ворріорз проти Мілвокі Бакс           |
| 2009 | 11 жовтня    | Глобальні ігри НБА: Індіана Пейсерс проти Денвер Наггетс               |
| 2010 | 13 жовтня    | Глобальні ігри НБА: Х'юстон Рокетс проти Нью-Джерсі Нетс               |
| 2012 | 11 жовтня    | Глобальні ігри НБА: Маямі Хіт проти Лос-Анджелес Кліпперс              |
| 2013 | 15 жовтня    | Глобальні ігри НБА: Голден Стейт Ворріорз проти Лос-Анджелес Лейкерс   |
| 2014 | 15 жовтня    | Глобальні ігри НБА: Бруклін Нетс проти Сакраменто Кінгз                |
| 2014 | 25 листопада | M-1 Challenge 53 — Битва в Піднебесній                                 |
| 2017 | 23 вересня   | Ігри НХЛ Китаю: Лос-Анджелес Кінгз проти Ванкувер Кенакс               |
| 2018 | 24 листопада | UFC Fight Night 141                                                    |
| 2019 | 16 листопада | ONE Championship: Age of Dragons                                       |
| 2019 |              | Чемпіонат світу з баскетболу FIBA 2019: кілька матчів, включаючи фінал |
| 2022 |              | Зимові Олімпійські ігри 2022: Жіночий хокей                            |

## Розваги

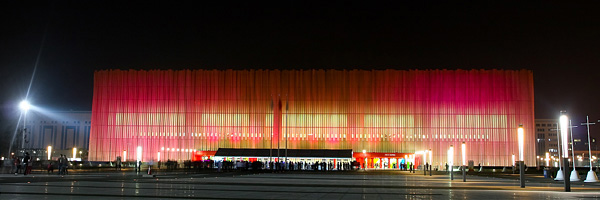
Зовнішній вигляд арени (бл.2008)

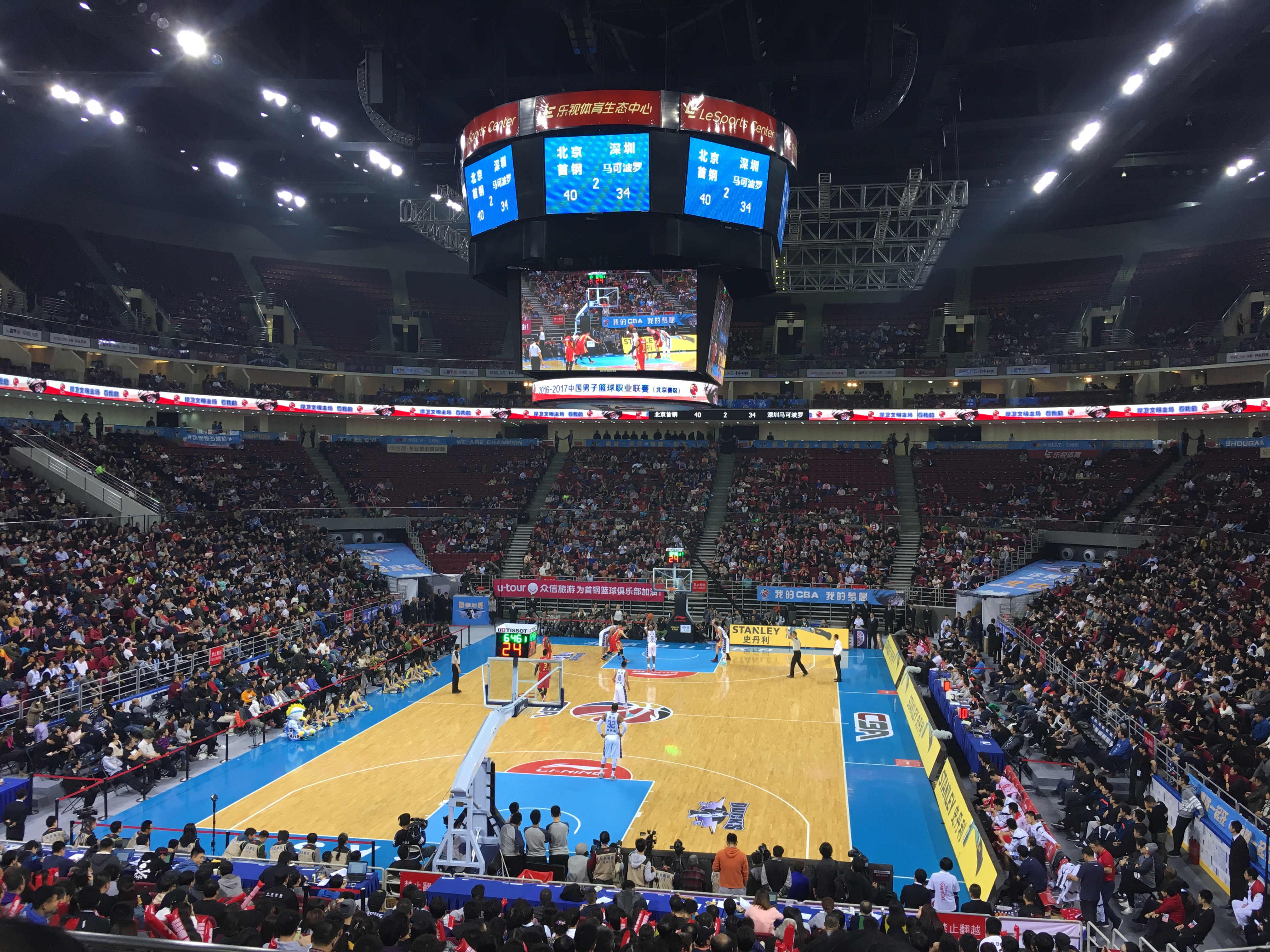
Внутрішня частина арени

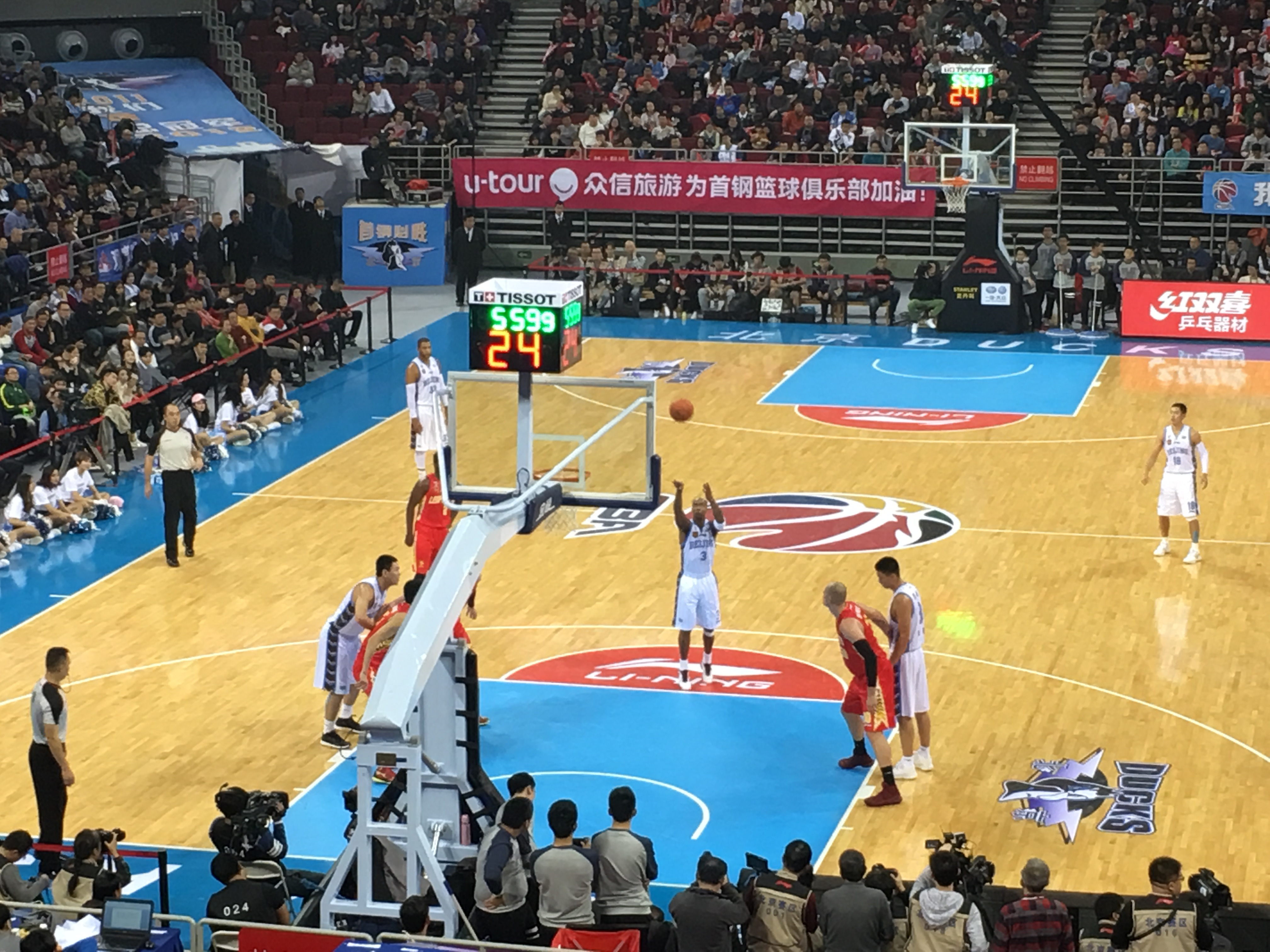
Стівон Марбері виконує штрафний кидок.

Арена Укесон є найбільшим розважальним центром Пекіна, де влаштували свої виступи багато міжнародних, регіональних та місцевих артистів. Концертні заходи охоплюють широкий спектр музичних жанрів. Окрім міжнародних виконавців, до списку також включені неконцертні розважальні заходи.
| Список розважальних заходів, що проводяться на Арені Укесон | Список розважальних заходів, що проводяться на Арені Укесон | Список розважальних заходів, що проводяться на Арені Укесон | Список розважальних заходів, що проводяться на Арені Укесон | Список розважальних заходів, що проводяться на Арені Укесон |
| Рік                                                         | Дата                                                        | Країни                                                      | Артисти                                                     | Тури                                                        |
| ----------------------------------------------------------- | ----------------------------------------------------------- | ----------------------------------------------------------- | ----------------------------------------------------------- | ----------------------------------------------------------- |
| 2008                                                        | 6 жовтня                                                    | Канада                                                      | Авріл Лавін                                                 | The Best Damn World Tour                                    |
| 2008                                                        | 1 листопада                                                 | США                                                         | Каньє Вест                                                  | Glow in the Dark Tour                                       |
| 2009                                                        | 23 жовтня                                                   | США                                                         | Бейонсе                                                     | I Am… World Tour                                            |
| 2010                                                        | 23 січня                                                    | Південна Корея                                              | Super Junior                                                | 2nd Asia Tour — «Super Show 2»                              |
| 2010                                                        | 14 березня                                                  | США                                                         | Backstreet Boys                                             | This Is Us Tour                                             |
| 2010                                                        | 11 липня                                                    | США                                                         | Ашер                                                        | OMG Tour                                                    |
| 2011                                                        | 21 січня                                                    | Гонконг                                                     | Джекі Чунг                                                  | Jacky Cheung 1/2 Century Tour                               |
| 2011                                                        | 12 березня                                                  | США                                                         | Eagles                                                      | Long Road Out of Eden Tour                                  |
| 2011                                                        | 26 березня                                                  | Південна Корея                                              | Rain                                                        | 2011 Rain Asia Tour                                         |
| 2011                                                        | 7 травня                                                    | N/A                                                         | N/A                                                         | The Girls Collection                                        |
| 2011                                                        | 13 травня                                                   | N/A                                                         | N/A                                                         | Glorious Days — Pantheon Rock «n» Roll World Tour Concert   |
| 2011                                                        | 21 травня                                                   | Китай (КНР)                                                 | Дао Ланг                                                    | de Show Beel Live in Concert 2011                           |
| 2011                                                        | 27 травня                                                   | Гонконг                                                     | Аарон Квок                                                  | 郭富城武林正传世界巡回演唱会                                |
| 2011                                                        | 28 травня                                                   | Гонконг                                                     | Аарон Квок                                                  | 郭富城武林正传世界巡回演唱会                                |
| 2011                                                        | 3 червня                                                    | Тайвань                                                     | Чи Ю Мішель Пан Тайгер Хуан Ван-Фанг                        | Power Woman                                                 |
| 2011                                                        | 18 червня                                                   | Тайвань                                                     | Вакін Чау Джефф Чанг Чі Чин Чао Чуан Дейв Ван Ангус Тунг    | 老友记六人行2011北京大型演唱会                              |
| 2011                                                        | 16 липня                                                    | Тайвань                                                     | Ельва Сяо                                                   | E!VA萧亚轩WOW世界巡回演唱会-北京站                          |
| 2011                                                        | 25 вересня                                                  | Ірландія                                                    | Вестлайф                                                    | Gravity Tour                                                |
| 2012                                                        | 14 лютого                                                   | Канада                                                      | Авріл Лавін                                                 | Black Star Tour                                             |
| 2012                                                        | 22 лютого                                                   | Ірландія                                                    | Вестлайф                                                    | Greatest Hits Tour                                          |
| 2012                                                        | 12 березня                                                  | Швеція                                                      | Roxette                                                     | Charm School World Tour                                     |
| 2012                                                        | 6 квітня                                                    | Канада                                                      | Sum 41                                                      | Screaming Bloody Murder Tour                                |
| 2012                                                        | 7 липня                                                     | Південна Корея                                              | Шінхва                                                      | Grand Tour: The Return                                      |
| 2012                                                        | 8 серпня                                                    | Південна Корея                                              | BIGBANG                                                     | Alive Galaxy Tour                                           |
| 2012                                                        | 25 листопада                                                | Велика Британія                                             | Елтон Джон                                                  | 40th Anniversary of the Rocket Man Tour                     |
| 2013                                                        | 24 March                                                    | Канада                                                      | Simple Plan                                                 | Get Your Hearts on Tour                                     |
| 2013                                                        | 4 травня                                                    | Південна Корея                                              | G-Dragon                                                    | G-Dragon 2013 1st World Tour                                |
| 2013                                                        | 5 травня                                                    | Південна Корея                                              | G-Dragon                                                    | G-Dragon 2013 1st World Tour                                |
| 2013                                                        | 13 квітня                                                   | N/A                                                         | N/A                                                         | The 1st V Chart Awards                                      |
| 2013                                                        | 25 травня                                                   | США                                                         | Backstreet Boys                                             | In a World Like This Tour                                   |
| 2013                                                        | 28 червня                                                   | Велика Британія                                             | Сара Брайтман                                               | Dreamchaser World Tour                                      |
| 2013                                                        | 20 липня                                                    | Південна Корея                                              | Шінхва                                                      | Grand Tour: The Classic                                     |
| 2013                                                        | 9 серпня                                                    | N/A                                                         | N/A                                                         | Michael Jackson: The Immortal World Tour                    |
| 2013                                                        | 10 серпня                                                   | N/A                                                         | N/A                                                         | Michael Jackson: The Immortal World Tour                    |
| 2013                                                        | 11 серпня                                                   | N/A                                                         | N/A                                                         | Michael Jackson: The Immortal World Tour                    |
| 2013                                                        | 22 серпня                                                   | Велика Британія                                             | Pet Shop Boys                                               | Electric Tour                                               |
| 2013                                                        | 29 вересня                                                  | Канада                                                      | Джастін Бібер                                               | Believe Tour                                                |
| 2013                                                        | 1 жовтня                                                    | США                                                         | The Killers                                                 | Battle Born World Tour                                      |
| 2014                                                        | 4 лютого                                                    | Велика Британія                                             | Джеймс Блант                                                | Moon Landing Tour                                           |
| 2014                                                        | 2 березня                                                   | Канада                                                      | Авріл Лавін                                                 | The Avril Lavigne Tour                                      |
| 2014                                                        | 5 квітня                                                    | США                                                         | Бруно Марс                                                  | Moonshine Jungle Tour                                       |
| 2014                                                        | 19 квітня                                                   | Південна Корея                                              | 2NE1                                                        | AON: All Or Nothing World Tour                              |
| 2014                                                        | 16 травня                                                   | Гонконг                                                     | G.E.M.                                                      | G.E.M. X.X.X. LIVE 世界巡回演唱会北京站                     |
| 2014                                                        | 17 травня                                                   | Гонконг                                                     | G.E.M.                                                      | G.E.M. X.X.X. LIVE 世界巡回演唱会北京站                     |
| 2014                                                        | 30 травня                                                   | Китай (КНР)                                                 | Вонтинг Ку                                                  | 2014曲婉婷say the words 我为你歌唱 中国巡回演唱会           |
| 2014                                                        | 31 травня                                                   | Китай (КНР)                                                 | Вонтинг Ку                                                  | 2014曲婉婷say the words 我为你歌唱 中国巡回演唱会           |
| 2014                                                        | 18 липня                                                    | Тайвань                                                     | Джефф Чанг                                                  | «华素 还爱光年» 世界巡回演唱会                              |
| 2014                                                        | 2 серпня                                                    | Тайвань                                                     | S.H.E.                                                      | 2GETHER 4EVER 世界巡回演唱会                                |
| 2014                                                        | 3 серпня                                                    | Тайвань                                                     | Мейдей                                                      | Just Love It 拥抱演唱会                                     |
| 2014                                                        | 6 вересня                                                   | Китай (КНР)                                                 | Хуа Ченю                                                    | 华晨宇火星演唱会                                            |
| 2014                                                        | 7 вересня                                                   | Китай (КНР)                                                 | Хуа Ченю                                                    | 华晨宇火星演唱会                                            |
| 2014                                                        | 13 вересня                                                  | Сінгапур                                                    | Іда Хуан                                                    | 黄义达十周年纪念演唱会                                      |
| 2014                                                        | 20 вересня                                                  | Китай (КНР) Південна Корея                                  | EXO                                                         | Exo from Exoplanet #1 — The Lost Planet                     |
| 2014                                                        | 21 вересня                                                  | Китай (КНР) Південна Корея                                  | EXO                                                         | Exo from Exoplanet #1 — The Lost Planet                     |
| 2014                                                        | 25 жовтня                                                   | Китай (КНР)                                                 | Ян Кун                                                      | 杨坤"今夜20岁"北京演唱会                                    |
| 2014                                                        | 22 листопада                                                | Південна Корея                                              | Super Junior                                                | Super Show 6                                                |
| 2015                                                        | 14 січня                                                    | N/A                                                         | N/A                                                         | Нагорода «Золотий диск»                                     |
| 2015                                                        | 15 січня                                                    | N/A                                                         | N/A                                                         | Нагорода «Золотий диск»                                     |
| 2015                                                        | 1 квітня                                                    | США                                                         | Пітбуль                                                     | 2015 World Tour                                             |
| 2015                                                        | 18 квітня                                                   | США                                                         | Backstreet Boys                                             | In a World Like This Tour                                   |
| 2015                                                        | 6 червня                                                    | Південна Корея                                              | BIGBANG                                                     | Made World Tour                                             |
| 2015                                                        | 7 червня                                                    | Південна Корея                                              | BIGBANG                                                     | Made World Tour                                             |
| 2015                                                        | 13 червня                                                   | Китай (КНР)                                                 | Бібі Чжоу                                                   | BOOM!                                                       |
| 2015                                                        | 18 липня                                                    | Китай (КНР) Південна Корея                                  | Exo                                                         | Exo Planet #2 — The Exo'luxion                              |
| 2015                                                        | 19 липня                                                    | Китай (КНР) Південна Корея                                  | Exo                                                         | Exo Planet #2 — The Exo'luxion                              |
| 2015                                                        | 19 вересня                                                  | Велика Британія                                             | Muse                                                        | Drones World Tour                                           |
| 2016                                                        | 10 квітня                                                   | N/A                                                         | The 4th V Chart Awards                                      |                                                             |
| 2016                                                        | 24 квітня                                                   | Велика Британія                                             | Айрон Мейден                                                | The Book of Souls World Tour                                |
| 2016                                                        | 2 липня                                                     | Китай (КНР)                                                 | Хуа Ченю                                                    | Mars Concert Season 3                                       |
| 2016                                                        | 3 липня                                                     | Китай (КНР)                                                 | Хуа Ченю                                                    | Mars Concert Season 3                                       |
| 2016                                                        | 8 липня                                                     | Тайвань                                                     | Джей Чоу                                                    | The Invisible Show Tour                                     |
| 2016                                                        | 9 липня                                                     | Тайвань                                                     | Джей Чоу                                                    | The Invisible Show Tour                                     |
| 2016                                                        | 10 липня                                                    | Тайвань                                                     | Джей Чоу                                                    | The Invisible Show Tour                                     |
| 2016                                                        | 16 липня                                                    | Південна Корея                                              | BIGBANG                                                     | Made V.I.P Tour                                             |
| 2016                                                        | 17 липня                                                    | Південна Корея                                              | BIGBANG                                                     | Made V.I.P Tour                                             |
| 2016                                                        | 24 вересня                                                  | Гонконг                                                     | Уоллес Чанг                                                 | Sing For Live                                               |
| 2016                                                        | 6 жовтня                                                    | США                                                         | Kesha                                                       | Kesha and the Creepies: Fuck the World Tour                 |
| 2016                                                        | 21 жовтня                                                   | Гонконг                                                     | Джекі Чунг                                                  | A Classic Tour                                              |
| 2016                                                        | 22 жовтня                                                   | Гонконг                                                     | Джекі Чунг                                                  | A Classic Tour                                              |
| 2016                                                        | 23 жовтня                                                   | Гонконг                                                     | Джекі Чунг                                                  | A Classic Tour                                              |
| 2017                                                        | 18 січня                                                    | США                                                         | Металіка                                                    | WorldWired Tour                                             |
| 2017                                                        | 17 червня                                                   | Китай (КНР)                                                 | Джокер Сюе                                                  | 薛之谦"我好像在哪见过你"巡回演唱会                          |
| 2017                                                        | 26 серпня                                                   | США                                                         | Аріана Гранде                                               | Dangerous Woman Tour                                        |
| 2018                                                        | 7 травня                                                    | США                                                         | Fall Out Boy                                                | Mania Tour                                                  |
| 2018                                                        | 6 вересня                                                   | Велика Британія                                             | Джессі Джей                                                 | R.O.S.E Tour                                                |
| 2019                                                        | 23 лютого                                                   | Китай (КНР)                                                 | Rocket Girls 101                                            | 2019火箭少女101北京飞行演唱会-Light                         |
| 2019                                                        | 13 серпня                                                   | Ірландія                                                    | Вестлайф                                                    | The Twenty Tour                                             |

## Бейсбольне поле

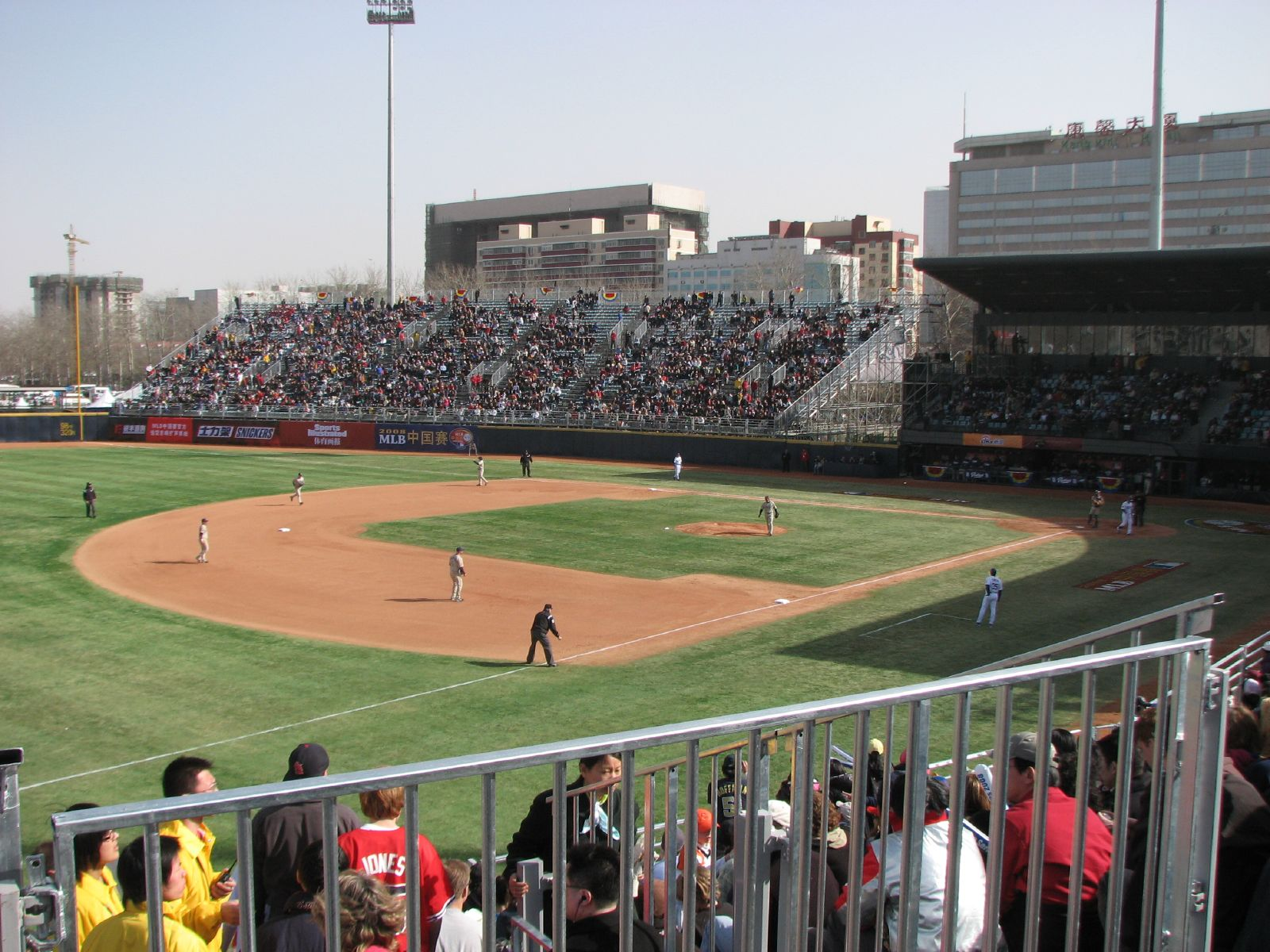
Бейсбольне поле під час MLB China Series у 2008 році.

Бейсбольне поле Укесон (спрощена китайська: 五棵松棒球场; традиційна китайська: 五棵松棒球場; піньїнь: Wǔkēsōng Bàngqiúchǎng) — стадіон для бейсболу, розташований поруч із критим стадіоном у культурному та спортивному центрі Укесон у Пекіні, Китай. Це було одне з дев'яти тимчасових місць проведення літніх Олімпійських ігор 2008 року, де проходили змагання з бейсболу.
Бейсбольне поле мало загальну площу 12 000 квадратних метрів і місткість 15 000 відвідувачів. Воно включає у собі два поля для змагань і одне тренувальне поле.
У березні 2008 року на стадіоні відбулися дві гри між Лос-Анджелес Доджерс та Сан-Дієго Падрес під назвою MLB China Series, що стало початком ігор команд Вищої бейсбольної ліги в Китаї.
Ці ігри мали бути завершальними матчами Олімпійського Бейсболу в майбутньому, що піддається передбаченню, оскільки Міжнародний олімпійський комітет проголосував за бейсбольні змагання на майбутніх Олімпійських іграх 2012 року в Лондоні та 2016 року в Ріо-де-Жанейро на користь ігор з гольфу та регбі. 
Збірна США завоювала бронзову медаль, а Південна Корея перемогла Кубу, щоб отримати золоту медаль. Після завершення Олімпійських ігор споруди були знесені, як і планувалося, для торгівельного центру Bloomage LIVE · HI-UP